# Mario Party (jeu vidéo)
 (juin 2019).
Si vous disposez d'ouvrages ou d'articles de référence ou si vous connaissez des sites web de qualité traitant du thème abordé ici, merci de compléter l'article en donnant les références utiles à sa vérifiabilité et en les liant à la section « Notes et références ».
Mario Party   (マリオパーティ, Mario Pāti) est un jeu vidéo de type Party game sorti sur Nintendo 64 en 1998 dans lequel le joueur se déplace sur un plan de jeu pouvant être rapproché de celui du jeu de l'oie. Il constitue le premier épisode de la série Mario Party.
Hudson Soft, à l'origine de l'idée de Mario Party, mais Nintendo l'édite et le scénarise.

## Histoire
Mario et ses amis se réunissent pour savoir qui est le plus grand héros parmi eux : Mario, Luigi, la Princesse Peach, Yoshi, Donkey Kong ou Wario. Toad, qui est présent lors de cette réunion, leur propose de se départager en allant au Village Champignon. Le personnage qui récoltera le plus d'étoiles sera alors le plus grand héros.

## Déroulement du jeu
Le premier écran auquel le joueur accède est le Village Champignon. On y trouve différents modes de jeu.
Le tuyau Warp
Le tuyau Warp emmènera le joueur dans le mode Aventure. Il s'agit d'une sorte de jeu de société se rapprochant du jeu de l'oie, où 4 personnages, contrôlés soit par un joueur, soit par l'ordinateur, se déplacent sur un plan de jeu, en ayant au préalable jeté un dé (qui va de 1 à 10) qui déterminera le nombre de cases qu'ils devront parcourir. Mais avant cela, des réglages s'effectuent : il y a tout d'abord le nombre de joueurs contrôlés par des humains, puis le choix des joueurs entre les 6 personnages jouables (s'il y a des ordinateurs, le choix de leur niveau, facile, normal, ou difficile, doit être effectué), ensuite il y a le choix du niveau, et enfin le choix du nombre de tours que durera la partie (20, 35 ou 50 tours).
Le but du jeu est d'avoir le maximum de pièces et d'étoiles à la fin de la partie. Si les joueurs ont le même nombre d'étoiles, alors le joueur ayant le nombre de pièces le plus élevé gagne. À la fin de la partie, trois étoiles bonus sont distribuées : une pour celui ayant récolté le plus de pièces pendant les mini-jeux, une pour celui qui a collecté le plus grand nombre de pièces durant toute la partie et une enfin pour celui qui est tombé le plus de fois sur la case "Chance".
Koopa Troopa, le guide du jeu, donne à tous les joueurs dix pièces pour commencer. Les joueurs doivent, après avoir défini leur ordre de passage, taper un « Bloc Dé », et parcourir le nombre de cases indiqué. Une fois que tous les joueurs ont joué, un mini-jeu se déclenche dans lequel les joueurs s'affrontent pour gagner des pièces. Une fois le mini-jeu terminé, le tour suivant peut alors commencer. Selon les réglages, la partie peut se jouer en vingt, trente-cinq, ou cinquante tours.
La case sur laquelle tombe le joueur peut influer sur son nombre de pièce ou d'étoile, déclencher un événement particulier sur le terrain, proposer des mini-jeux bonus en solo, faire passer des tours, faire rejouer ou encore provoquer une rencontre avec Bowser (le plus souvent, c'est un mini-jeu où les joueurs sont très défavorisés).
Les mini-jeux se jouent chacun pour soi, à un contre trois, à deux contre deux ou en solo. Différentes règles déterminent quel type de mini-jeu sera joué en fin de tour.
Il est également possible de s'arrêter devant un personnage : Toad permet de voir la carte du niveau ou d'acheter une étoile pour vingt pièces, Boo permet de voler des pièces gratuitement (vingt maximum) à un joueur au choix, ou une étoile à un joueur choisi au hasard moyennant cinquante pièces. Bowser, lui, vendra de force et très cher un objet inutile au joueur qui s'arrête devant lui.
Le radeau, ou l'île des Mini-Jeux
On choisit tout d'abord un personnage parmi les 6 jouables, et un personnage qui nous accompagnera pendant les mini-jeux 2 vs 2. L'île des Mini-Jeux se présente comme une sorte de carte du monde sur laquelle le joueur pourra se déplacer. Pour progresser, il devra gagner les différents mini-jeux qui se présentent à lui. Dans cette île, tous les mini-jeux sont regroupés en 9 mondes, qui correspondent à des catégories différentes (monde glaciaire, monde forestier, monde jeu, monde souterrain, monde ardent, monde désertique, monde aquatique, monde aérien, etc.). Le joueur pourra sauvegarder sa progression par l'intermédiaire d'un Koopa Troopa rouge, et/ou retourner au Village Champignon. Il a également des vies, et s'il gagne un mini-jeu, il gagne des pièces. Lorsqu'il arrive à 100 pièces, il gagne une vie. S'il perd un mini-jeu, il perd une vie. Lorsqu'il n'a plus de vie, c'est le game over et il recommence la partie dès la précédente sauvegarde.
La Boutique d'objets
Ici, le joueur pourra acheter divers objets qui seront stockés à la banque. Les pièces obtenues dans le tuyau Warp ou dans le Stade des Mini-Jeux sont cumulées et servent à acheter ces articles présents à la boutique. Il s'agit soit de tirelires (à la fin d'une partie dans le Tuyau Warp, l'argent et les étoiles récoltés sont stockés dans une tirelire), soit de blocs (qui peuvent être utilisés dans le Tuyau Warp), soit de Blocs Dé spéciaux (qui permettent de faire gagner des pièces, d'en perdre, qui ne contiennent que les chiffres 1 à 3 ou 8 à 10).

## Personnages
Il existe dans Mario Party six personnages jouables : Mario, Luigi, Wario, Donkey Kong, Yoshi ainsi que la Princesse Peach. Chacun possède un plateau à son nom qui sont respectivement : Le Château Arc-en-Ciel de Mario, la Salle des Machines de Luigi, le Ravin Guerrier de Wario, la Jungle Mystérieuse de Donkey Kong, l'Île Tropicale de Yoshi et le Gâteau d'Anniversaire de Peach. Il y a également deux autres plateaux à débloquer : le Volcan de Bowser et l'Etoile Éternelle.
Quelques autres personnages ont des rôles bien particuliers :
- Koopa : C'est en quelque sorte le maître du jeu, le personnage qui guidera les personnages tout le long du jeu. Il donne à tous les joueurs 10 pièces de départ, et se situe au début du niveau, à l'endroit marqué "Start". À chaque passage de joueur devant Koopa, il lui donne 10 pièces. Si le joueur est le 10e, 20e, etc. à passer devant lui, alors il lui donnera exceptionnellement 20 pièces. À savoir que lors des 5 derniers tours, Koopa Troopa donne 20 pièces à quiconque passe devant lui.
- Bowser : Bowser, le grand méchant de la série Mario, viendra mettre des bâtons dans les roues aux personnages en leur subtilisant des pièces dès qu'il apparaît. Il se situe quelque part sur chaque carte, et si le joueur tombe devant lui, il devra donner des pièces. Si le joueur tombe sur une case Bowser, celui-ci apparaît et propose le plus souvent un mini-jeu où le joueur peut perdre des pièces mais pas en gagner. Une exception, si le joueur n'a pas de pièces et pas d'étoiles, Bowser devra rajouter 20 pièces.
- Boo : Le fantôme de la série Mario, est espiègle dans ce jeu, et pourra, pour l'un des joueurs, voler des pièces ou des étoiles aux autres concurrents. Le vol de pièces est gratuit, alors qu'un vol d'étoile coûte 50 pièces.
- Toad : Toad donnera une étoile aux joueurs en échange de 20 pièces lorsque ceux-ci passeront devant lui. Il peut aussi changer de place dans le niveau voire disparaître complètement afin de laisser la place à Bowser.
- Bubba : Ce gros poisson intervient dans le niveau de Yoshi, et interchangera les places de Toad et de Bowser lorsque le joueur atterrira sur une case marquée d'un "?".
- Thwomp : Ce personnage est également présent dans le niveau de Yoshi, et sert comme péage : il ne laissera pas passer le joueur vers l'autre partie du niveau si celui-ci ne paye pas.
- Goomba : Ces ennemis récurrents interviennent dans le niveau de Peach : Ils proposent un mini-jeu de hasard avec quatre graines (bleue, rouge, jaune, verte) dont trois mènent à l'étoile et une à Bowser. Une fois une graine utilisée, il faudra attendre que toutes les autres graines aient été utilisées ce qui fait qu'un joueur est obligé d'aller voir Bowser. Ils proposent aussi au joueur, en échange de 30 pièces, de planter une Plante Piranha qui volera une étoile au joueur qui s'arrêtera sur sa case.
- Bob-Omb : Ces bombes vivantes roses ou noires se font la guerre dans le niveau de Wario. Ils propulsent le joueur dans le plateau à l'aide de leurs canons. Si une case verte est déclenchée, les canons changeront de position.
- Frère Marto : Cet ennemi récurrent de la série Mario apparaît dans le mini-jeu "Marteau vole", dans lequel les concurrents, au sommet d'une tour ronde, devront récupérer les pièces qu'il lance. Mais le Frère Marto peut également envoyer des marteaux qui assommeront temporairement les joueurs qui les recevront.
- Koopa Troopa rouge : Ce personnage est présent sur l'île des mini-jeux et servira à sauvegarder la progression du joueur et/ou à quitter l'île des mini-jeux.
- Mini Bowser : Il apparaît dans le dernier niveau et il vous faudra le battre lors d'une roulette de dé coûtant 20 pièces pour lui subtiliser une étoile.